# شنژن ۲۴۲۵
سیارک ۲۴۲۵ (به انگلیسی: 2425 Shenzhen، نامگذاری:1975FW) دو هزار و چهارصد و بیست و پنجمین سیارک کشف شده‌است که در ۱۷ مارس ۱۹۷۵ کشف شد.
قدر مطلق سیارک برابر ۱۱٫۱۰ است.